# Koumna-Yargo
Ne doit pas être confondu avec Koumna ou Koumna-Koudgo.
Koumna-Yargo est une localité située dans le département de Rambo de la province du Yatenga dans la région Nord au Burkina Faso.

## Géographie
Koumna-Yargo se trouve à 7 km au sud-ouest de Rambo, le chef-lieu du département, à 6 km au sud de Bouga-Yarcé et à environ 45 km au sud-est de la ville de Séguénéga.

## Santé et éducation
Koumna-Yargo dispose d'un centre de santé et de promotion sociale (CSPS). Il dépend du centre médical avec antenne chirurgicale (CMA) se trouve à Séguénéga.
Koumna-Yargo possède deux écoles primaires publiques (Koumna-Yargo A ouverte en 1980 et Koumna-Yargo B ouverte en 2016). Le village dispose également d'écoles franco-arabes.